# Anstalten Norrtälje

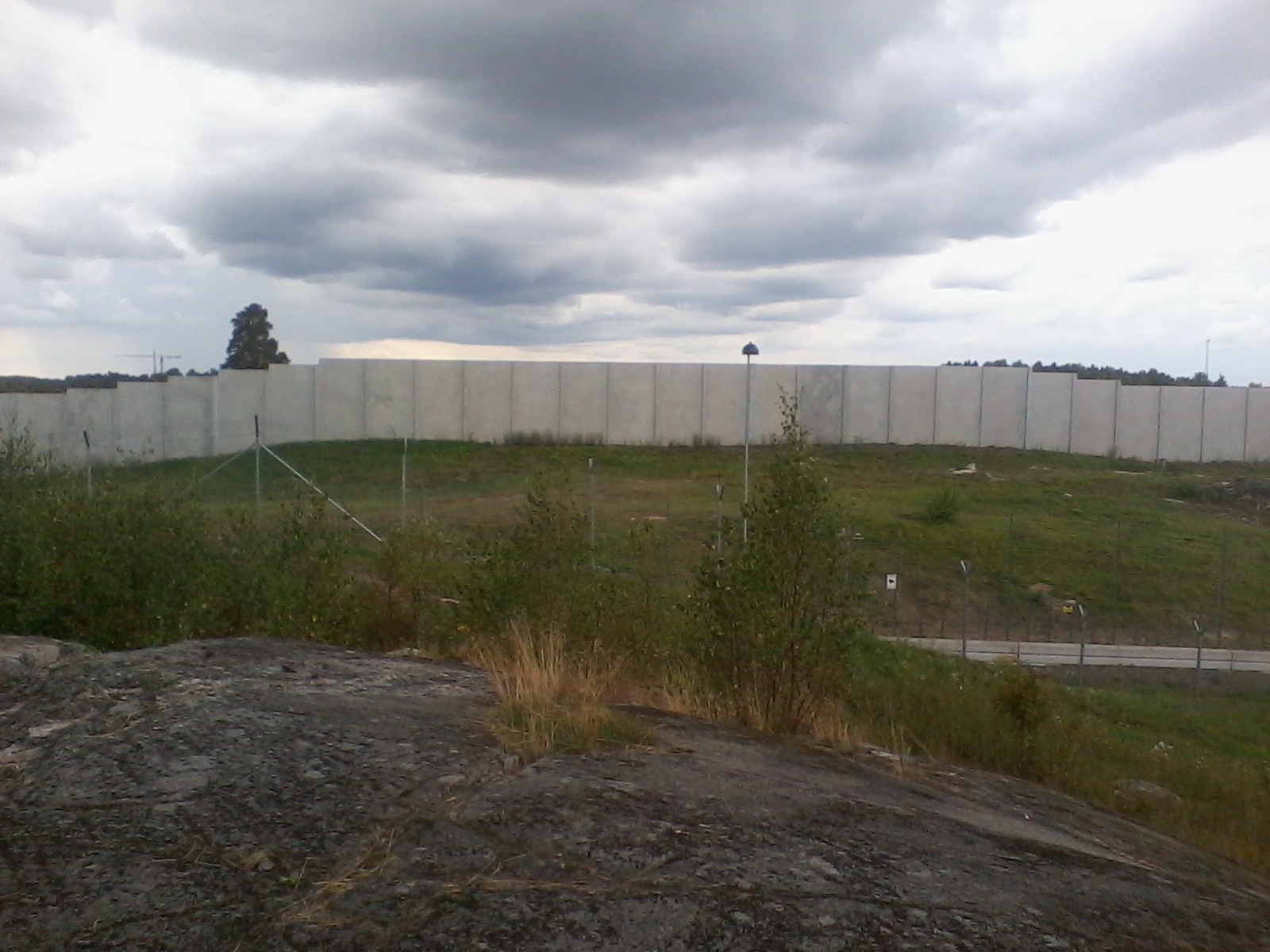
Anstalten sedd bakifrån

Anstalten Norrtälje eller Norrtäljeanstalten är en sluten anstalt i klass 1 för manliga fångar. Fängelset ligger i Norrtälje. 
På anstalten finns 191 platser fördelade på 
- avdelning för sexualbrottsdömda, vilka sitter avskilda från övriga intagna i en egen paviljong
- 5 avdelningar à 6 platser för särskilt resurskrävande intagna, SRI  (G1-2-3 (isolering) G4 och G5)
- en mindre normalavdelning med 12 platser (paviljong F, öppnad maj 2021)
- två normalavdelningar (paviljong B, C)
- motivationsavdelningen (paviljong D)
- behandlingsavdelningen (paviljong E)

Efter att anstalten råkat ut för fritagningar under 2004 vidtogs flera åtgärder för att höja säkerheten, bland annat ny mur och elstängsel.